# Fontaine-Henry
Fontaine-Henry ist eine französische Gemeinde mit 519 Einwohnern (Stand: 1. Januar 2022) im Département Calvados in der Region Normandie. Sie gehört zum Arrondissement Bayeux und zum Kanton Thue et Mue. Die Einwohner werden als Fontenois bezeichnet.
Der Ort hat im 14. Jahrhundert den Vornamen seines Lehnsherrn Henry de Tilly, der im Jahr 1305 gestorben ist, in den Ortsnamen übernommen.

## Geografie
Fontaine-Henry liegt rund 13 km nordwestlich von Caen und 19 km östlich von Bayeux am kleinen Fluss Mue. Umgeben wird die Gemeinde von Reviers im Norden, Bény-sur-Mer im Nordosten, Basly im Osten, Thaon im Süden, Le Fresne-Camilly im Südwesten sowie Amblie in nordwestlicher Richtung.

## Bevölkerungsentwicklung
| Jahr                             | 1793 | 1836 | 1876 | 1926 | 1946 | 1968 | 1990 | 2016 |
| Einwohner                        | 405  | 501  | 361  | 219  | 290  | 370  | 448  | 469  |
| Quelle: Cassini, EHESS und INSEE |      |      |      |      |      |      |      |      |

## Sehenswürdigkeiten
- Schloss Fontaine-Henry im Renaissancestil, ehemalige Burg aus dem 11. Jahrhundert, mehrfach umgebaut; Monument historique seit 2011[1]
- Kirche Nativité-de-Notre-Dame, seit 1862 Monument historique[2]
- Kapelle Saint-Clair aus dem 16. Jahrhundert
- Lavoirs (Waschhäuser)

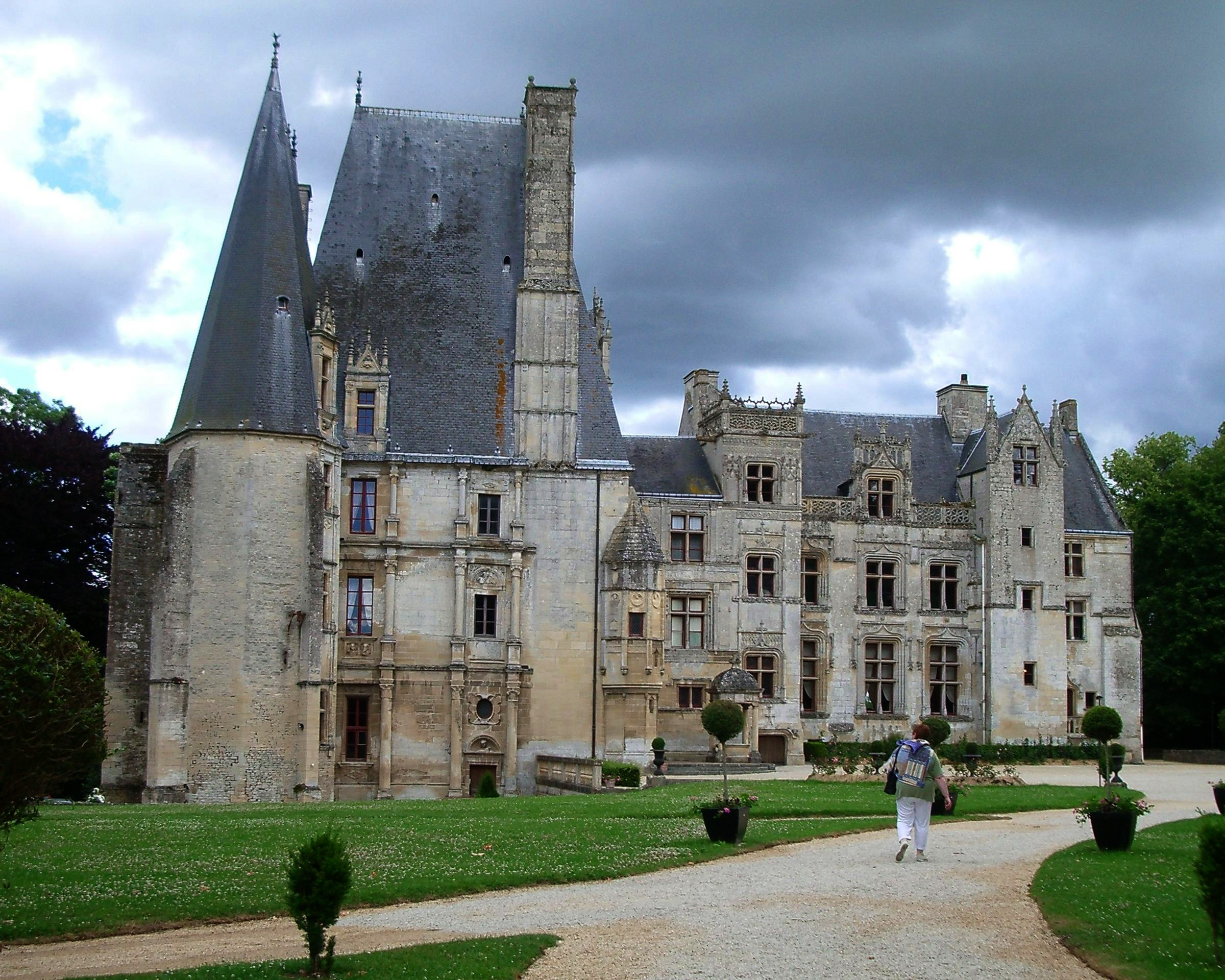
Schloss
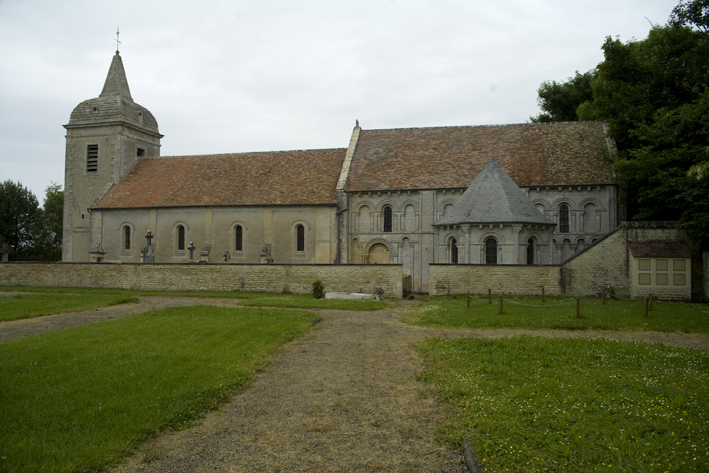
Kirche Nativité-de-Notre-Dame
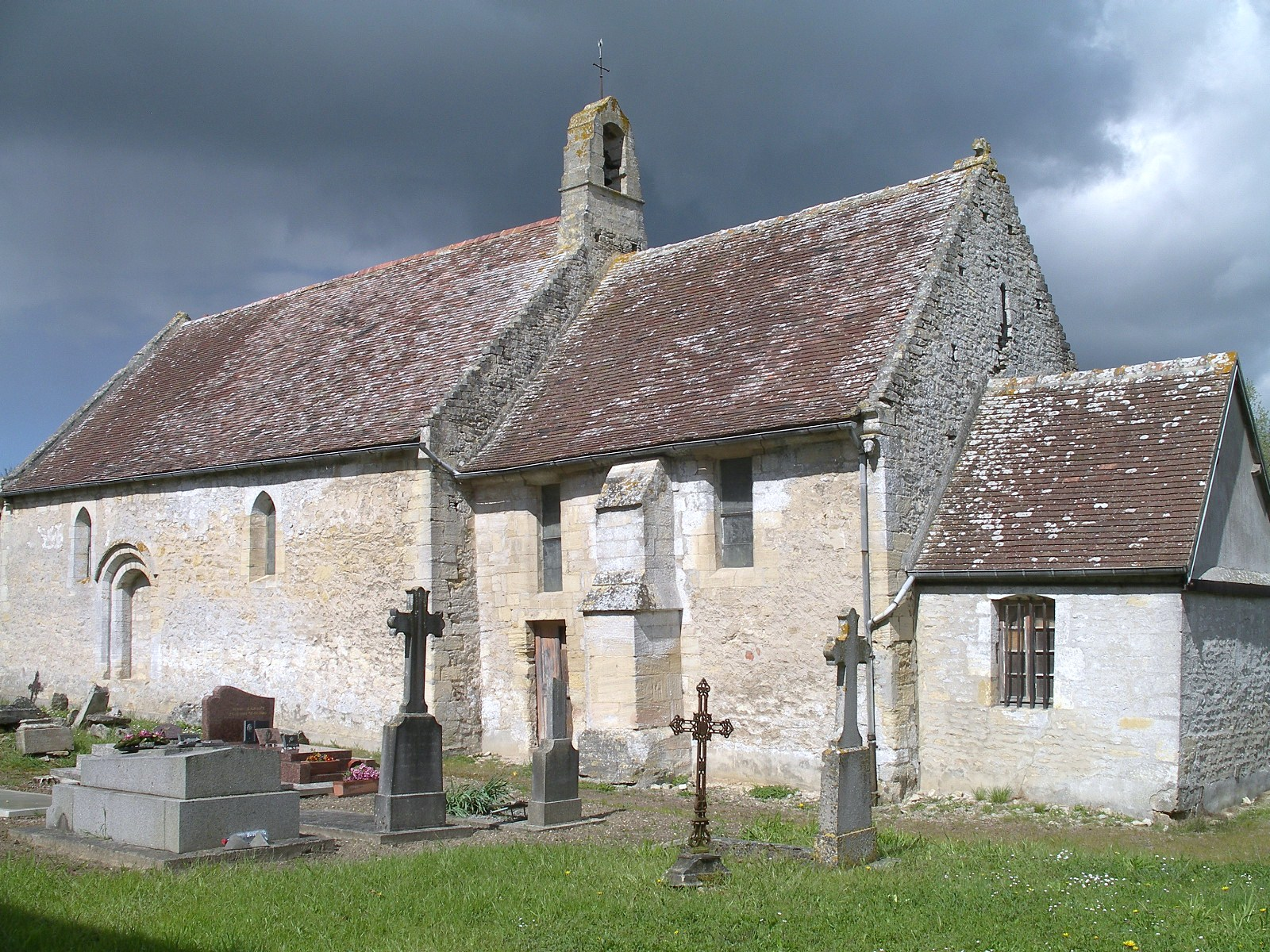
Kapelle Saint-Clair
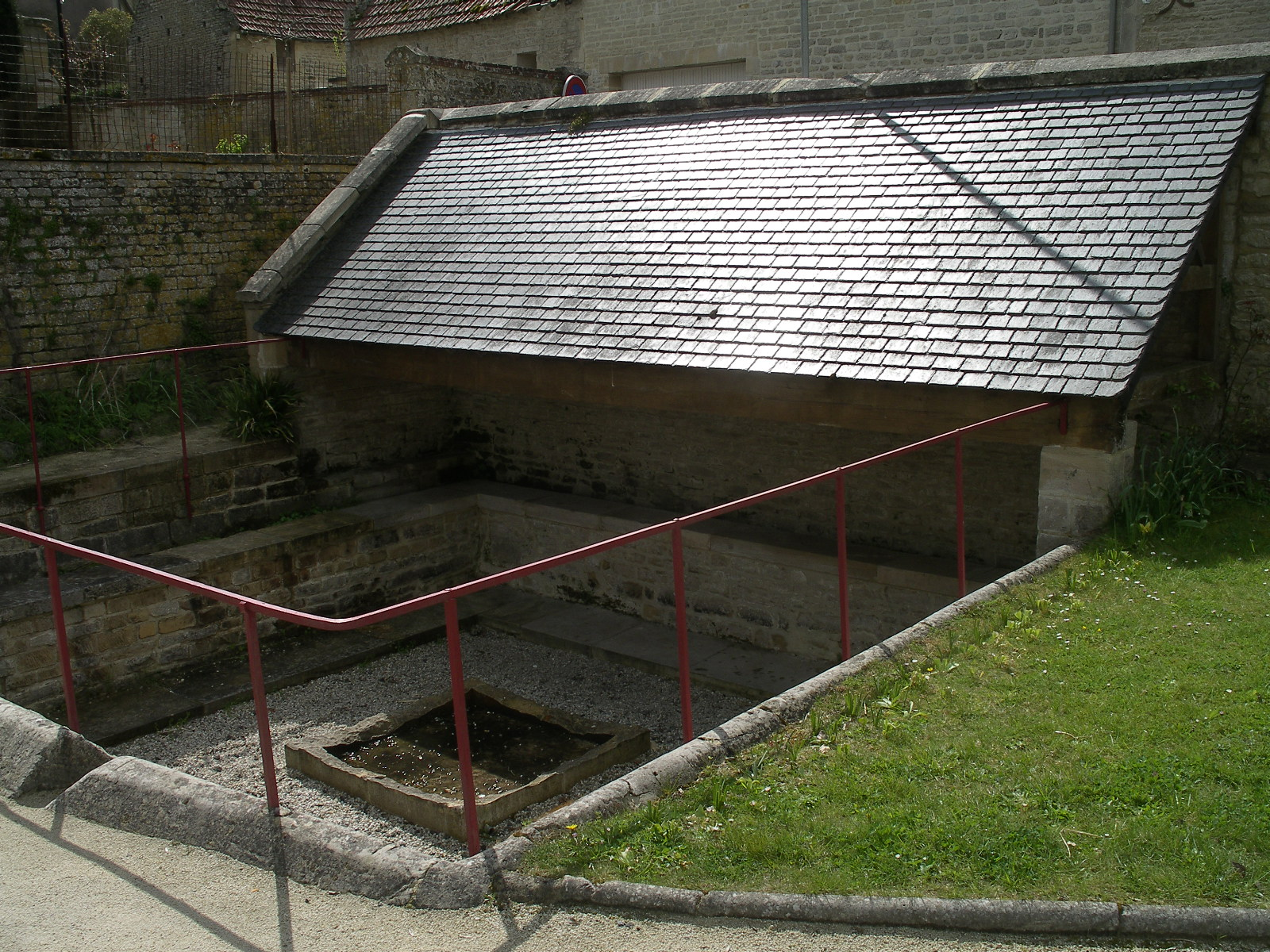
Waschhaus
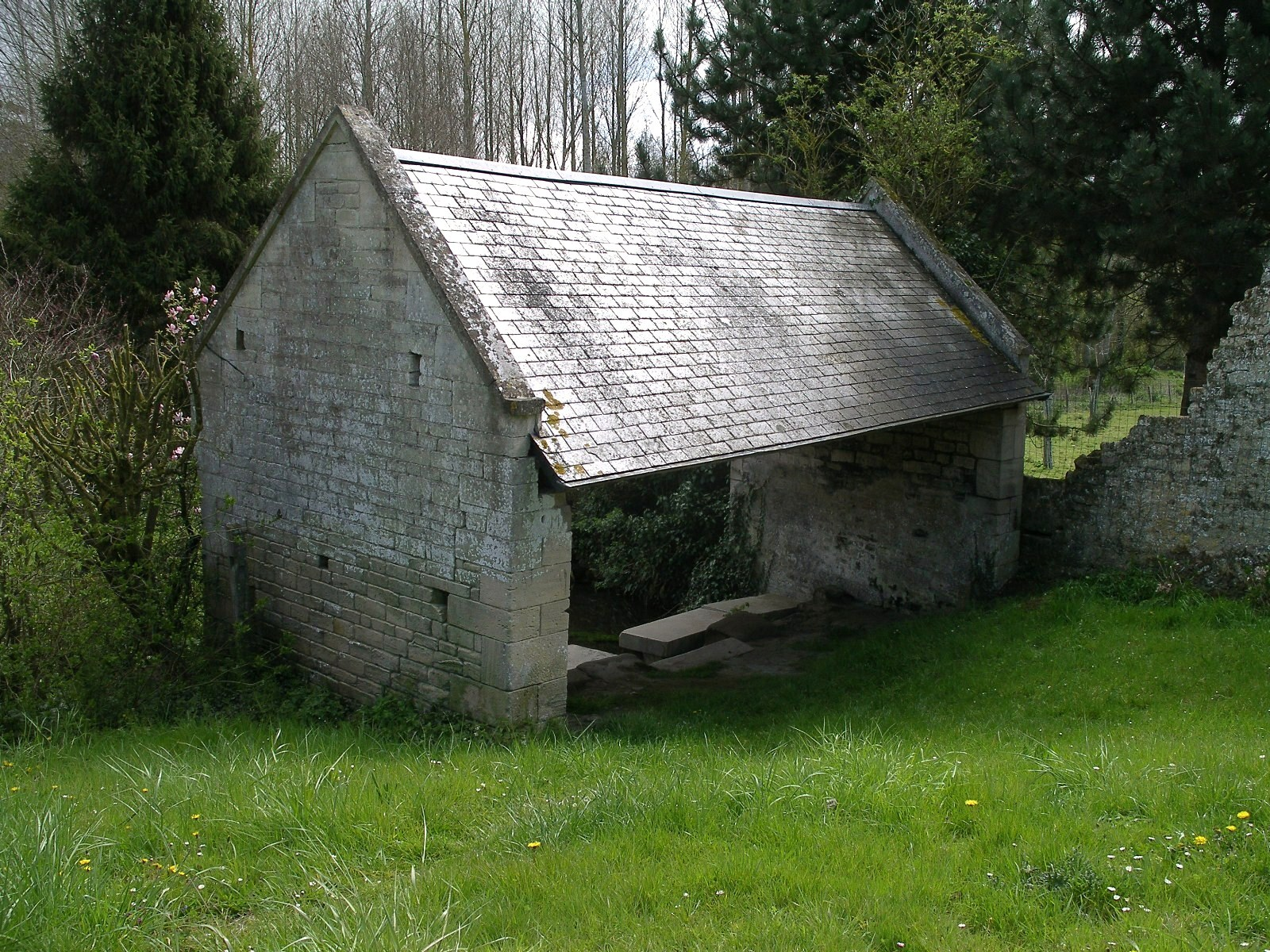
Waschhaus

## Gemeindepartnerschaften
Seit 1982 unterhält Fontaine-Henry eine Partnerschaft mit dem britischen Dorf Scorriton in der Grafschaft Devon.